# Pterozonium picteti
Pterozonium picteti är en mångfotingart som först beskrevs av Jean-Henri Humbert 1865.  Pterozonium picteti ingår i släktet Pterozonium och familjen Siphonophoridae. Inga underarter finns listade i Catalogue of Life.